# Коянда
Коянда (каз. Қоянды) — упразднённое село в Камыстинском районе Костанайской области Казахстана. Входило в состав Бестобинского сельского округа. Находилось примерно в 25 км к востоку-северо-востоку (ENE) от районного центра, села Камысты. Код КАТО — 394837200. Ликвидировано в 2014 году.

## Население
В 1999 году население села составляло 124 человека (63 мужчины и 61 женщина). По данным переписи 2009 года в селе проживало 15 человек (7 мужчин и 8 женщин).